# Felix Philipp Kanitz

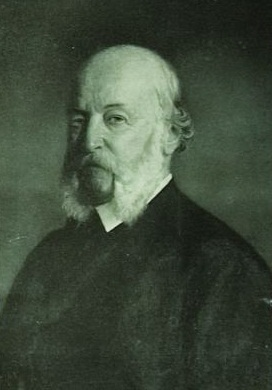
Felix Kanitz

Felix Philipp Kanitz (* 2. August 1829 in Pest, Kaisertum Österreich; † 5. Jänner 1904 in Wien) war ein österreichisch-ungarischer Naturforscher, Archäologe und Völkerkundler.

## Biographie
Kanitz stammte aus einer wohlhabenden jüdischen Fabrikantenfamilie in Pest. Ab 1846 studierte er Kunst an der Universität Wien, ging nach Deutschland, Frankreich, Belgien und Italien und begann 1858 mit einer Reise nach Dalmatien eine Serie von Forschungsreisen zu den Südslawen der Balkanhalbinsel, die er bis 1889 fortsetzte.
Kanitz war von 1870 bis 1874 erster Kustos der anthropologisch-naturgeschichtlichen Sammlung des Kaiserhauses, die Teil des Naturhistorischen Museums in Wien wurde.

## Nachleben
2010 gründeten das Institut für Balkanstudien der Serbischen Akademie der Wissenschaften, das Institut für osteuropäische Geschichte der Universität Wien und andere Institutionen den serbisch-österreichischen Felix-Kanitz-Verein. Er soll regionale kulturelle Beziehungen und Bildungs- und wissenschaftliche Kooperationen fördern. Der Verein wird von Wissenschaftlern aus mehreren Ländern geleitet.
Seit 2010 ist er Namensgeber für den Kanitz-Nunatak im Grahamland in der Antarktis. 2011 war ihm eine Ausstellung im Nationalmuseum in Belgrad gewidmet.

## Schriften

### Monografien
- 1861: Die römischen Funde in Serbien. k.k. Hof- und Staatsdruckerei, Wien (Google)
- 1862: Serbiens byzantinische Monumente. k.k. Hof- und Staatsdruckerei, Wien (ETH Zürich)
- 1864: Über alt- und neuserbische Kirchenbaukunst. Ein Beitrag zur Kunstgeschichte. Wien: k.k. Hof- und Staatsdruckerei (Google)
- 1868: Reise in Süd-Serbien und Nord-Bulgarien. Ausgeführt im Jahre 1864. Wien: kaiserlich-königliche Hof- und Staatsdruckerei (Google)
- 1868: Serbien. Historisch-ethnographische Reisestudien aus den Jahren 1859–1868. Leipzig: Hermann Fries (Google)
- 1870: Katechismus der Ornamentik oder Leitfaden über die Geschichte, Entwickelung und die charakteristischen Formen der bedeutendsten Ornamentstyle aller Zeiten. Leipzig: J.J. Weber
  - Zweite, vermehrte und verbesserte Auflage 1877 udT Katechismus der Ornamentik oder Leitfaden über die Geschichte, Entwickelung und die charakteristischen Formen der bedeutendsten Verzierungsstyle aller Zeiten. (Google)
  - Vierte Auflage 1891
- 1875–1879: Donau-Bulgarien und der Balkan. 3 Bände. Leipzig: Hermann Fries
  - Band I: Historisch-geographisch-ethnographische Reisestudien aus den Jahren 1860–1875 (1875) (Google) (Textarchiv – Internet Archive) (MDZ)
  - Band II: Historisch-geographisch-ethnographische Reisestudien aus den Jahren 1860–1876 (1877) (Google)
  - Band III: Historisch-geographisch-ethnographische Reisestudien aus den Jahren 1860–1878 (1879, Textarchiv – Internet Archive) (MDZ)
    - 1879–1880: Donau-Bulgarien und der Balkan. Historisch-geographisch-ethnographische Reisestudien aus den Jahren 1860–1879. Zweite neu bearbeitete Auflage. 3 Bände. Hermann Fries, Leipzig (Band I/II: 1879, Band III: 1880)
    - 1882: Donau-Bulgarien und der Balkan. Historisch-geographisch-ethnographische Reisestudien aus den Jahren 1860–1879. Zweite neu bearbeitete Auflage. 3 Bände. Renger, Leipzig (Band I/II – Internet Archive – Band III – Internet Archive). Unveränderter Nachdruck der 2. Edition, Leipzig[2]
    - Französische Ausgabe in einem Band 1882: La Bulgarie Danubienne et le Balkan. Études de voyage (1860–1880). Hachette et Cie., Paris (Textarchiv – Internet Archive)
- 1892: Römische Studien in Serbien: Der Donau-Grenzwall, das Strassennetz, die Städte, Castelle, Denkmale, Thermen und Bergwerke zur Römerzeit im Königreiche Serbien. F. Tempsky, Wien
- 1904–1914 (posthum): Das Königreich Serbien und das Serbenvolk von der Römerzeit bis zur Gegenwart. 3 Bände. Leipzig: Bernhard Meyer
  - Band I (1904): Land und Bevölkerung (Textarchiv – Internet Archive)
  - Band II (durchgesehen und ergänzt von Bogoljub Jovanović, 1909): Land und Bevölkerung (Textarchiv – Internet Archive)
  - Band III (durchgesehen und ergänzt von Bogoljub Jovanović, 1914): Staat und Gesellschaft (Textarchiv – Internet Archive)

### Aufsätze, Zeitungsartikel (Auswahl)
- 1862: Von Belgrad nach Salonik. In: Illustrirte Zeitung (Leipzig), 38, Nr. 973 (22. Februar 1862), S. 122.
- 1865: Ein Tag in türkischer Gefangenschaft. Reiseskizze. In: Slavische Blätter, Illustrirte Zeitschrift für die Gesammtinteressen des Slaventhums 1, Fasz. 4 (1865), S. 185–194.
- 1872: Das Völker-Kaleidoskop am Lomflusse in Westbulgarien. In: Globus. Illustrirte Zeitschrift für Länder- und Völkerkunde 21, Nr. 3 (Januar 1872), S. 41 f.
- 1873: Reise im bulgarischen Donau-, Timok- und Sveti Nikola-Balkan-Gebiet. In: Mittheilungen der k.k. geographischen Gesellschaft in Wien 1872, Band 15 (Neue Serie 5) (1873), S. 61–72, 105–112.
- 1873: Reiseskizzen aus Bulgarien. In: Illustrirte Zeitung 60, Nr. 1549 (8. März 1873), S. 172–174.
- 1876: Mythe und Wirklichkeit auf dem höchsten Balkanpasse. In: Neue Freie Presse (Wien), Nr. 4087 Morgenausgabe (12. Januar 1876), S. 1 f.
- 1876: Die Messe zu Eski-Džumaja. In: Oesterreichische Monatsschrift für den Orient 2, Nr. 3 (März 1876), S. 33 f.
- 1877: Der Balkanpass von Elena. In: Mittheilungen der kais. und kön. geographischen Gesellschaft in Wien 20 (Neue Serie 10) (1877), S. 537–543.
- 1880: Geistige und materielle Verhältnisse zu Sofia. In: Oesterreichische Monatsschrift für den Orient 6, Nr. 3 (März 1880), S. 41–46.
- 1880: Der Pontushafen Varna im Mai 1880. In: Oesterreichische Monatsschrift für den Orient 6, Nr. 6 (Juni 1880), S. 93–98.